# Liste der Bodendenkmäler in Weilerswist
Die Liste der Bodendenkmäler in Weilerswist enthält die denkmalgeschützten unterirdischen baulichen Anlagen, Reste oberirdischer baulicher Anlagen, Zeugnisse tierischen und pflanzlichen Lebens und paläontologischen Reste auf dem Gebiet der Gemeinde Weilerswist im Kreis Euskirchen in Nordrhein-Westfalen (Stand: Januar 2021). Diese Bodendenkmäler sind in Teil B der Denkmalliste der Gemeinde Weilerswist eingetragen; Grundlage für die Aufnahme ist das Denkmalschutzgesetz Nordrhein-Westfalen (DSchG NRW).
| Bild                           | Bezeichnung                     | Lage                                             | Beschreibung               | Bauzeit | Eingetragen seit | Denkmal- nummer |
| ------------------------------ | ------------------------------- | ------------------------------------------------ | -------------------------- | ------- | ---------------- | --------------- |
|                                | Motte Swisterhof                | Weilerswist Flur 10, Flurstück 188               |                            |         |                  | 1               |
|                                | Motte Burg Kühlseggen           | Weilerswist Flur 4, Flurstück 31/2               |                            |         |                  | 2               |
|                                | Kirchenwüstung Swister Türmchen | Weilerswist Flur 19, Flurstück 19, 27            |                            |         |                  | 3               |
|                                | Grabenrechteck Horchheim        | Vernich Flur 10, Flurstücke 6–8                  |                            |         |                  | 4               |
|                                | Grabenrechteck Haus Derkum      | Lommersum Flur 11, Flurstück 201                 |                            |         |                  | 5               |
|                                | Grabenanlage Knipphof Derkum    | Lommersum Flur 10, Flurstück 3                   |                            |         |                  | 6               |
|                                | Grabenrechteck Lommersum        | Lommersum Flur 13, Flurstücke 12, 13, 15, 16, 17 |                            |         |                  | 7               |
|                                | Grabenrechteck Klein-Vernich    | Vernich Flur 18, Flurstück 85                    |                            |         |                  | 8               |
|                                | Grabenanlage Ottenheim          | Lommersum Flur 10, Flurstück 65                  |                            |         |                  | 9               |
| Wasserburgwüstung Groß-Vernich | Wasserburgwüstung Groß-Vernich  | Vernich Flur 14, Flurstück 4 Karte               |                            |         |                  | 10              |
|                                | Grabenrechteck Klein-Vernich    | Vernich Flur 18, Flurstück 84                    |                            |         |                  | 11              |
|                                | Motte Tomberg                   | Vernich Flur 2, Flurstück 99                     |                            |         |                  | 12              |
|                                | Motte Tomberg                   | Vernich Flur 2, Flurstück 101                    |                            |         |                  | 13              |
|                                | Motte Tomberg                   | Vernich Flur 2, Flurstück 102                    |                            |         |                  | 14              |
|                                | Römischer Burgus                | Lommersum Flur 1, Flurstück 81                   |                            |         |                  | 15              |
|                                | Römischer Burgus                | Lommersum Flur 1, Flurstück 84                   |                            |         |                  | 16              |
|                                | Kirchenwüstung St. Laurentius   | Müggenhausen Flur 3, Flurstück 39                |                            |         |                  | 17              |
|                                | Kirche St. Johannes             | Metternich Flur 6, Flurstück 177                 |                            |         |                  | 18              |
|                                | Gehöft Siedlung „Sandersmaar“   | Vernich Flur 6, Flurstücke 94–97                 | durch Ausgrabung entfallen |         |                  | 19              |
|                                | Erftmühlengraben                | Lommersum Flur 13, Flurstück 104                 |                            |         |                  | 20              |
|                                |                                 |                                                  |                            |         |                  | 21              |